# رولاند بودرو
رولاند بودرو هو سياسي كندي، ولد في 19 أكتوبر 1935 في نيو برونزويك في كندا، وتوفي في 14 يونيو 2019 في باثرست ‏ في كندا. نشط حزبياً في الحزب التقدمي المحافظ في نيو برونزويك ‏.